# IAAF World Race Walking Cup
IAAF World Race Walking Cup, är ett internationellt mästerskap för gångare anordnas av IAAF. Tävlingen genomfördes första gången 1961 i Lugano i Schweiz. Tävlingen äger rum vart annat år och sedan 1979 tävlar även damer. 
Distanserna är 20 respektive 50 km för män och 20 km för kvinnor (tidigare tävlade kvinnor på 5 km och sedan på 10 km). 

## Resultat

### Män

#### 20 kilometer
| År:  | Guld:                              | Guld:   | Silver:                            | Silver: | Brons:                                   | Brons:  |
| ---- | ---------------------------------- | ------- | ---------------------------------- | ------- | ---------------------------------------- | ------- |
| 1961 | Kenneth Matthews Storbritannien    | 1:30.55 | Lennart Back Sverige               | 1:32.12 | George Williams (gångare) Storbritannien | 1:34.02 |
| 1963 | Kenneth Matthews Storbritannien    | 1:30.11 | Paul Nihill Storbritannien         | 1:33.19 | Antal Kiss Ungern                        | 1:33.38 |
| 1965 | Dieter Lindner Östtyskland         | 1:28.10 | Antal Kiss Ungern                  | 1:29.09 | Gerhard Sperling Östtyskland             | 1:31.30 |
| 1967 | Nikolay Smaga Sovjetunionen        | 1:28.39 | Vladimir Golubnitjij Sovjetunionen | 1:28.58 | Ron Laird USA                            | 1:29.13 |
| 1970 | Hans-Georg Reimann Östtyskland     | 1:26.55 | Vladimir Golubnitjij Sovjetunionen | 1:27.22 | Peter Frenkel Östtyskland                | 1:27.33 |
| 1973 | Hans-Georg Reimann Östtyskland     | 1:29.31 | Karl-Heinz Stadtmüller Östtyskland | 1:29.36 | Ron Laird USA                            | 1:30.45 |
| 1975 | Karl-Heinz Stadtmüller Östtyskland | 1:26.12 | Bernd Kannenberg Västtyskland      | 1:26.20 | Peter Frenkel Östtyskland                | 1:26.54 |
| 1977 | Daniel Bautista Mexiko             | 1:24.02 | Domingo Colín Mexiko               | 1:24.31 | Karl-Heinz Stadtmüller Östtyskland       | 1:24.51 |
| 1979 | Daniel Bautista Mexiko             | 1:18.49 | Boris Jakovlev Sovjetunionen       | 1:19.46 | Nikolaj Vinnitjenko Sovjetunionen        | 1:20.05 |
| 1981 | Ernesto Canto Mexiko               | 1:23.52 | Roland Wieser Östtyskland          | 1:24.12 | Alessandro Pezzatini Italien             | 1:24.24 |
| 1983 | Jozef Pribilinec Tjeckien          | 1:19.30 | Ernesto Canto Mexiko               | 1:19.41 | Anatolij Solomin Sovjetunionen           | 1:19.43 |
| 1985 | José Marín Spanien                 | 1:21.42 | Maurizio Damilano Italien          | 1:21.43 | Victor Mostovic Sovjetunionen            | 1:22.01 |
| 1987 | Carlos Mercenario Mexiko           | 1:19.24 | Victor Mostovic Sovjetunionen      | 1:19.32 | Anatolij Gorsjkov Sovjetunionen          | 1:20.04 |
| 1989 | Frants Kostjukevitj Sovjetunionen  | 1:20.21 | Michail Sjtjennikov Sovjetunionen  | 1:20.34 | Jevgenij Misjulja Sovjetunionen          | 1:20.47 |
| 1991 | Michail Sjtjennikov Sovjetunionen  | 1:20.43 | Ernesto Canto Mexiko               | 1:20.46 | Thierry Toutain Frankrike                | 1:20.56 |
| 1993 | Daniel García Mexiko               | 1:24.26 | Valentí Massana Spanien            | 1:24.32 | Alberto Cruz Mexiko                      | 1:24.37 |
| 1995 | Li Zewen Kina                      | 1:19.44 | Michail Sjtjennikov Ryssland       | 1:19.58 | Bernardo Segura Mexiko                   | 1:20.32 |
| 1997 | Jefferson Pérez Ecuador            | 1:18.24 | Daniel García Mexiko               | 1:18.27 | Ilja Markov Ryssland                     | 1:18.30 |
| 1999 | Bernardo Segura Mexiko             | 1:20.20 | Yu Guohui Kina                     | 1:20.21 | Vladimir Andrejev Ryssland               | 1:20.29 |
| 2002 | Jefferson Pérez Ecuador            | 1:21.26 | Vladimir Andrejev Ryssland         | 1:21.50 | Alejandro López Mexiko                   | 1:22.01 |
| 2004 | Jefferson Pérez Ecuador            | 1:18.42 | Robert Korzeniowski Polen          | 1:19.02 | Nathan Deakes Australien                 | 1:19.11 |
| 2006 | Francisco Javier Fernández Spanien | 1:18.31 | Jefferson Pérez Ecuador            | 1:19.08 | Han Yucheng Kina                         | 1:19.10 |
| 2008 | Francisco Javier Fernández Spanien | 1:18.15 | Valerij Bortjin Ryssland           | 1:18.21 | Eder Sánchez Mexiko                      | 1:18.34 |

#### 50 kilometer
| År:  | Guld:                          | Guld:   | Silver:                           | Silver: | Brons:                            | Brons:  |
| ---- | ------------------------------ | ------- | --------------------------------- | ------- | --------------------------------- | ------- |
| 1961 | Abdon Pamich Italien           | 4:25.38 | Don Thompson Storbritannien       | 4:30.35 | Åke Söderlund Sverige             | 4:36.48 |
| 1963 | István Havasi Ungern           | 4:14.25 | Ray Middleton Storbritannien      | 4:17.16 | Ingvar Pettersson Sverige         | 4:19.11 |
| 1965 | Christoph Höhne Östtyskland    | 4:03.14 | Burkhard Leuschke Östtyskland     | 4:06.02 | Abdon Pamich Italien              | 4:06.41 |
| 1967 | Christoph Höhne Östtyskland    | 4:09.09 | Peter Selzer Östtyskland          | 4:11.40 | Aleksandr Sjtjerbin Sovjetunionen | 4:13.07 |
| 1970 | Christoph Höhne Östtyskland    | 4:04.36 | Veniamin Soldatenko Sovjetunionen | 4:09.52 | Burkhard Leuschke Östtyskland     | 4:11.10 |
| 1973 | Bernd Kannenberg Västtyskland  | 3:56.51 | Otto Bartj Sovjetunionen          | 3:57.11 | Christoph Höhne Östtyskland       | 3:57.26 |
| 1975 | Jevgenij Ljungin Sovjetunionen | 4:03.42 | Gerhard Weidner Västtyskland      | 4:09.58 | Vladimir Svetnikov Sovjetunionen  | 4:11.31 |
| 1977 | Raúl González Mexiko           | 4:04.16 | Pedro Aroche Mexiko               | 4:04.55 | Paolo Grecucci Italien            | 4:06.27 |
| 1979 | Martín Bermúdez Mexiko         | 3:43.36 | Enrique Vera Mexiko               | 3:43.59 | Viktor Dorovskich Sovjetunionen   | 3:45.51 |
| 1981 | Raúl González Mexiko           | 3:48.30 | Hartwig Gauder Östtyskland        | 3:52.18 | Sandro Bellucci Italien           | 3:54.57 |
| 1983 | Raúl González Mexiko           | 3:45.37 | Sergey Yung Sovjetunionen         | 3:48.26 | Viktor Dorovskich Sovjetunionen   | 3:49.47 |
| 1985 | Hartwig Gauder Östtyskland     | 3:47.31 | Andrej Perlov Sovjetunionen       | 3:49.23 | Axel Noack Östtyskland            | 3:56.53 |
| 1987 | Ronald Weigel Östtyskland      | 3:42.26 | Hartwig Gauder Östtyskland        | 3:42.52 | Dietmar Meisch Östtyskland        | 3:43.14 |
| 1989 | Simon Baker Australien         | 3:43.13 | Andrej Perlov Sovjetunionen       | 3:44.12 | Stanislav Vezjel Sovjetunionen    | 3:44.50 |
| 1991 | Carlos Mercenario Mexiko       | 3:42.03 | Simon Baker Australien            | 3:46.36 | Ronald Weigel Östtyskland         | 3:47.50 |
| 1993 | Carlos Mercenario Mexiko       | 3:50.28 | Jesús Ángel García Spanien        | 3:52.44 | Germán Sánchez Mexiko             | 3:54.15 |
| 1995 | Zhao Yongsheng Kina            | 3:41.20 | Jesús Ángel García Spanien        | 3:41.54 | Valentin Kononen Finland          | 3:42.50 |
| 1997 | Jesús Ángel García Spanien     | 3:39.54 | Nikolaj Matjuchin Ryssland        | 3:41.36 | Valentin Kononen Finland          | 3:41.09 |
| 1999 | Sergej Korepanov Kazakstan     | 3:39.22 | Tomasz Lipiec Polen               | 3:40.08 | Nikolaj Matjuchin Ryssland        | 3:40.13 |
| 2002 | Aleksej Vojevodin Ryssland     | 3:40.59 | German Skurigin Ryssland          | 3:42.08 | Tomasz Lipiec Polen               | 3:45.37 |
| 2004 | Aleksej Vojevodin Ryssland     | 3:42.44 | Yu Caohong Kina                   | 3:43.47 | Jurij Andronov Ryssland           | 3:46.49 |
| 2006 | Denis Nizjegorodov Ryssland    | 3:38.02 | Trond Nymark Norge                | 3:41.30 | Jurij Andronov Ryssland           | 3:42.38 |
| 2008 | Denis Nizjegorodov Ryssland    | 3:34.14 | Vladimir Kanajkin Ryssland        | 3:36.55 | Alex Schwazer Italien             | 3:37.04 |
|      |                                |         |                                   |         |                                   |         |

### Kvinnor

#### 5 kilometer
| År:  | Guld:                        | Guld: | Silver:                               | Silver: | Brons:                             | Brons: |
| ---- | ---------------------------- | ----- | ------------------------------------- | ------- | ---------------------------------- | ------ |
| 1979 | Marion Fawkes Storbritannien | 22.51 | Carol Tyson Storbritannien            | 22.59   | Thorill Gylder Norge               | 23.08  |
| 1981 | Siv Gustafsson Sverige       | 22.57 | Aleksandra Derevinskaya Sovjetunionen | 23.18   | Ljudmila Chrusjtjeva Sovjetunionen | 23.26  |
|      |                              |       |                                       |         |                                    |        |

#### 10 kilometer
| År:  | Guld:                         | Guld: | Silver:                         | Silver: | Brons:                      | Brons: |
| ---- | ----------------------------- | ----- | ------------------------------- | ------- | --------------------------- | ------ |
| 1983 | Xu Yongjiu Kina               | 45.14 | Natalja Sjaripova Sovjetunionen | 45.26   | Sue Cook Australien         | 45.27  |
| 1985 | Yan Hong Kina                 | 46.22 | Guan Ping Kina                  | 46.23   | Olga Krisjtop Sovjetunionen | 46.24  |
| 1987 | Olga Krisjtop Sovjetunionen   | 43.22 | Irina Strachova Sovjetunionen   | 43.35   | Jin Bingjie Kina            | 43.45  |
| 1989 | Beate Anders Östtyskland      | 43.08 | Kerry Saxby Australien          | 43.12   | Ileana Salvador Italien     | 43.12  |
| 1991 | Irina Strachova Sovjetunionen | 43.55 | Graciela Mendoza Mexiko         | 44.09   | Jelena Sajko Sovjetunionen  | 44.11  |
| 1993 | Wang Yan Kina                 | 45.10 | Sari Essayah Finland            | 45.18   | Jelena Nikolajeva Ryssland  | 45.22  |
| 1995 | Gao Hongmiao Kina             | 42.19 | Jelena Nikolajeva Ryssland      | 42.32   | Liu Hongyu Kina             | 42.49  |
| 1997 | Irina Stankina Ryssland       | 41.52 | Olimpiada Ivanova Ryssland      | 41.59   | Gu Yan Kina                 | 42.15  |
|      |                               |       |                                 |         |                             |        |

#### 20 kilometer
| År:  | Guld:                      | Guld:   | Silver:                    | Silver: | Brons:                     | Brons:  |
| ---- | -------------------------- | ------- | -------------------------- | ------- | -------------------------- | ------- |
| 1999 | Liu Hongyu Kina            | 1:27.32 | Natalja Fedoskina Ryssland | 1:27.35 | Norica Cîmpean Rumänien    | 1:27.48 |
| 2002 | Erica Alfridi Italien      | 1:28.55 | Olimpiada Ivanova Ryssland | 1:28.57 | Natalja Fedoskina Ryssland | 1:28.59 |
| 2004 | Jelena Nikolajeva Ryssland | 1:27.24 | Jiang Jing Kina            | 1:27.34 | María Vasco Spanien        | 1:27.36 |
| 2006 | Ryta Turava Belarus        | 1:26.27 | Olimpiada Ivanova Ryssland | 1:27.26 | Irina Petrova Ryssland     | 1:27.46 |
| 2008 | Olga Kaniskina Ryssland    | 1:25.42 | Tatjana Sibileva Ryssland  | 1:26.29 | Vera Santos Portugal       | 1:28.17 |
|      |                            |         |                            |         |                            |         |